# Lernanck
Lernanck – wieś w Armenii, w prowincji Lorri. W 2011 roku liczyła 1221 mieszkańców.